# 별나라에서 온 머펫
별나라에서 온 머펫(Muppets From Space)은 미국에서 제작된 팀 힐 감독의 1999년 가족, 코미디, SF 영화이다. 데이브 고엘즈 등이 주연으로 출연하였고 마틴 G. 베이커 등이 제작에 참여하였다.

## 출연

### 주연
- 데이브 고엘즈
- 스티브 휘트미어
- 빌 바레타
- 제리 넬슨
- 브라이언 헨슨
- 케빈 클래쉬
- 프랭크 오즈

### 조연
- 제프리 탬버
- F. 머레이 아브라함
- 롭 슈나이더
- 조쉬 찰스
- 레이 리오타
- 데이빗 아퀘트
- 앤디 맥도웰
- 케이시 그리핀
- 팻 힝글
- 헐크 호건
- 베로니카 알리시노
- 데이비드 렌덜
- 리처드 풀러톤

## 제작진
- 공동제작: 티모시 M. 번
- 미술: 스티븐 마쉬
- 의상: 폴리 스미스
- 배역: 앨리슨 코윗
- 배역: 마이크 펜튼